# Foro panarium
Foro panarium è un enigmatico uccello estinto, vissuto nell'Eocene inferiore/medio (circa 48 milioni di anni fa). I suoi resti fossili sono stati ritrovati esclusivamente in Nordamerica, nella Green River Formation dello Wyoming.

## Descrizione
L'aspetto di questo primitivo uccello era piuttosto compatto: il corpo era robusto e le ali non erano molto lunghe, il che doveva conferire all'animale scarse capacità di volo. Il cranio era dotato di un becco corto e robusto, probabilmente adatto a una dieta frugivora; le zampe posteriori erano relativamente lunghe e forti, e probabilmente denotavano un comportamento terricolo. Le dimensioni dell'animale non dovevano superare i 30 centimetri di lunghezza.

## Classificazione
Le parentele di questo animale sono pressoché sconosciute. A volte Foro è posto in una famiglia distinta (Foratidae), che potrebbe essere imparentata alla lontana con i cuculiformi o rappresentare una sorta di anello mancante tra i cuculi e l'hoatzin dell'Amazzonia; quest'ultimo è stato accostato a sua volta a un gran numero di uccelli attuali, ma le sue affinità continuano a rimanere misteriose. Un altro possibile parente di Foro proviene dall'Eocene medio dell'Argentina, Hoatzi. Secondo alcuni studiosi, questo animale potrebbe essere stato semplicemente una specie di Foro; tuttavia, Nordamerica e Sudamerica nell'Eocene medio erano separati da centinaia di chilometri di mare, ed è improbabile che animali poco adatti al volo prolungato possano aver colonizzato terre così lontane l'una dall'altra.